# UFO: Afterlight
《UFO: Afterlight》는 Altar Games의 세 번째 UFO시리즈로서, 전작인 UFO: Aftermath나 UFO: Aftershock와 마찬가지로 분대규모의 전술부문과 연구/개발/점령 등으로 이루어진 전략부문이 어우러진 형태의 시뮬레이션 게임이다.

## 분류
- 개발사 : Altar Games
- 발행사 : Cenega
- 유통사 : TopWare Interactive
- 플랫폼 : 윈도우 (2000, XP, 비스타)
- 발매일 : 2007년 2월
- 장르 : 전략 시뮬레이션
- 플레이 모드 : 싱글 플레이
- 등급 : ESRB T, PEGI 12+